# Bahnstrecke Eina–Fagernes
| In Eina führt die Valdresbane rechts über die Brücke |                                |                                                   |                                           |
| Spurweite: | 1435 mm (Normalspur)           |                                                   |                                           |
| Streckengeschwindigkeit: | bei Eröffnung 40 km/h, 25 km/h |                                                   |                                           |
| |                                |                                                   |                                           |
| \| \| 208,97 \| Fagernes (1906–1989) \| 360,0 moh. \| \| \| 206,84 \| Fagernestunnelen (80 m) \| Fagernestunnelen (80 m) \| \| \| 204,97 \| Leira (1906–1989) \| 372,0 moh. \| \| \| 196,20 \| Aurdal (1905–1989, ab 1987 Hp) \| 457,4 moh. \| \| \| \| Strecke von Fagernes bis hierher abgebaut \| \| \| \| 190,96 \| Bjørgo (1905–1989) \| 510,0 moh. \| \| \| \| Industrieanschluss Tonsåsen \| \| \| \| 178,37 \| Tonsåsen (1903–1989) \| 682,0 moh. \| \| \| 172,92 \| Høgberget (1948–1956) \| Høgberget (1948–1956) \| \| \| 172,84 \| Høgbergettunnel (784 m) \| Høgbergettunnel (784 m) \| \| \| 165,85 \| Etna (1904–1989, ab 1987 Hp) \| 479,7 moh. \| \| \| 160,17 \| Håkonstadtunnel (115 m) \| Håkonstadtunnel (115 m) \| \| \| 154,81 \| Nordsinni (1904–1989, ab 1971 Hp) \| 267,0 moh. \| \| \| 148,97 \| Dokka (60 m) \| Dokka (60 m) \| \| \| 148,59 \| Dølveita (30 m) \| Dølveita (30 m) \| \| \| \| \| \| \| \| 147,91 \| Dokka (1902–1989) \| Dokka (1902–1989) \| \| \| 143,40 \| Åvella (1937–1970) \| Åvella (1937–1970) \| \| \| 140,20 \| Odnes Säge- und Hobelwerk (1902–1989, früher Bhf) \| 138,6 moh. \| \| \| 137,76 \| Kronborg (1937–1970) \| Kronborg (1937–1970) \| \| \| 133,93 \| Fluberg (1902–1989, ab 1987 Hp) \| 154,8 moh. \| \| \| 131,44 \| Steinsvoll (1969–1970) \| Steinsvoll (1969–1970) \| \| \| 128,95 \| Bjørnerud (1905–1989, früher Bhf, ab 1959 Hp) \| 175,2 moh. \| \| \| 127,79 \| Gabrielstugua (1939–1970) \| Gabrielstugua (1939–1970) \| \| \| 126,29 \| Kluke (1937–1939) \| Kluke (1937–1939) \| \| \| 124,16 \| Hov (1902–1989) \| 233,5 moh. \| \| \| 122,58 \| Klinkenberg (1937–1970) \| Klinkenberg (1937–1970) \| \| \| 120,73 \| Fall (1902–1989, ab 1984 Hp) \| 299,2 moh. \| \| \| \| Fallselva (ca. 15 m) \| \| \| \| 119,09 \| Opperud (1937–1952) \| Opperud (1937–1952) \| \| \| 115,81 \| Skrukli (1902–1989, ab 1983 Hp) \| 393,0 moh. \| \| \| 111,67 \| Halmrastsæter (1937–1970) \| Halmrastsæter (1937–1970) \| \| \| 109,14 \| Trevatn (1902–1989) \| 385,5 moh. \| \| \| 107,09 \| Vestli (1937–1952) \| Vestli (1937–1952) \| \| \| 106,01 \| Røste (1937–1970) \| Røste (1937–1970) \| \| \| \| Anschluss Nammo AS (zwei Ladegleise) \| \| \| \| 105,28 \| \| \| \| \| \| Gjøvikbanen von Roa \| \| \| \| 102,02 \| Einavatnet (ca. 30 m) \| Einavatnet (ca. 30 m) \| \| \| 100,89 \| Eina (1901) \| 401,8 moh. \| \| \| \| nach Gjøvik \| \| |                                |                                                   |                                           |
| Kopfbahnhof Streckenanfang (Strecke außer Betrieb) | 208,97                         | Fagernes (1906–1989)                              | 360,0 moh.                                |
| Tunnel (Strecke außer Betrieb) | 206,84                         | Fagernestunnelen (80 m)                           | Fagernestunnelen (80 m)                   |
| Haltepunkt / Haltestelle (Strecke außer Betrieb) | 204,97                         | Leira (1906–1989)                                 | 372,0 moh.                                |
| Bahnhof (Strecke außer Betrieb) | 196,20                         | Aurdal (1905–1989, ab 1987 Hp)                    | 457,4 moh.                                |
| Grenze (Strecke außer Betrieb) |                                | Strecke von Fagernes bis hierher abgebaut         | Strecke von Fagernes bis hierher abgebaut |
| Bahnhof (Strecke außer Betrieb) | 190,96                         | Bjørgo (1905–1989)                                | 510,0 moh.                                |
| Abzweig geradeaus und von links (Strecke außer Betrieb) |                                | Industrieanschluss Tonsåsen                       | Industrieanschluss Tonsåsen               |
| Bahnhof (Strecke außer Betrieb) | 178,37                         | Tonsåsen (1903–1989)                              | 682,0 moh.                                |
| Haltepunkt / Haltestelle (Strecke außer Betrieb) | 172,92                         | Høgberget (1948–1956)                             | Høgberget (1948–1956)                     |
| Tunnel (Strecke außer Betrieb) | 172,84                         | Høgbergettunnel (784 m)                           | Høgbergettunnel (784 m)                   |
| Bahnhof (Strecke außer Betrieb) | 165,85                         | Etna (1904–1989, ab 1987 Hp)                      | 479,7 moh.                                |
| Tunnel (Strecke außer Betrieb) | 160,17                         | Håkonstadtunnel (115 m)                           | Håkonstadtunnel (115 m)                   |
| Bahnhof (Strecke außer Betrieb) | 154,81                         | Nordsinni (1904–1989, ab 1971 Hp)                 | 267,0 moh.                                |
| Brücke über Wasserlauf (Strecke außer Betrieb) | 148,97                         | Dokka (60 m)                                      | Dokka (60 m)                              |
| Brücke über Wasserlauf (Strecke außer Betrieb) | 148,59                         | Dølveita (30 m)                                   | Dølveita (30 m)                           |
| |                                |                                                   |                                           |
| ehemaliger Bahnhof | 147,91                         | Dokka (1902–1989)                                 | Dokka (1902–1989)                         |
| ehemaliger Haltepunkt / Haltestelle | 143,40                         | Åvella (1937–1970)                                | Åvella (1937–1970)                        |
| Blockstelle | 140,20                         | Odnes Säge- und Hobelwerk (1902–1989, früher Bhf) | 138,6 moh.                                |
| ehemaliger Haltepunkt / Haltestelle | 137,76                         | Kronborg (1937–1970)                              | Kronborg (1937–1970)                      |
| ehemaliger Bahnhof | 133,93                         | Fluberg (1902–1989, ab 1987 Hp)                   | 154,8 moh.                                |
| ehemaliger Haltepunkt / Haltestelle | 131,44                         | Steinsvoll (1969–1970)                            | Steinsvoll (1969–1970)                    |
| Dienststation / Betriebs- oder Güterbahnhof | 128,95                         | Bjørnerud (1905–1989, früher Bhf, ab 1959 Hp)     | 175,2 moh.                                |
| ehemaliger Haltepunkt / Haltestelle | 127,79                         | Gabrielstugua (1939–1970)                         | Gabrielstugua (1939–1970)                 |
| ehemaliger Haltepunkt / Haltestelle | 126,29                         | Kluke (1937–1939)                                 | Kluke (1937–1939)                         |
| ehemaliger Bahnhof | 124,16                         | Hov (1902–1989)                                   | 233,5 moh.                                |
| ehemaliger Haltepunkt / Haltestelle | 122,58                         | Klinkenberg (1937–1970)                           | Klinkenberg (1937–1970)                   |
| ehemaliger Bahnhof | 120,73                         | Fall (1902–1989, ab 1984 Hp)                      | 299,2 moh.                                |
| Brücke über Wasserlauf |                                | Fallselva (ca. 15 m)                              | Fallselva (ca. 15 m)                      |
| ehemaliger Haltepunkt / Haltestelle | 119,09                         | Opperud (1937–1952)                               | Opperud (1937–1952)                       |
| ehemaliger Bahnhof | 115,81                         | Skrukli (1902–1989, ab 1983 Hp)                   | 393,0 moh.                                |
| ehemaliger Haltepunkt / Haltestelle | 111,67                         | Halmrastsæter (1937–1970)                         | Halmrastsæter (1937–1970)                 |
| ehemaliger Haltepunkt / Haltestelle | 109,14                         | Trevatn (1902–1989)                               | 385,5 moh.                                |
| ehemaliger Haltepunkt / Haltestelle | 107,09                         | Vestli (1937–1952)                                | Vestli (1937–1952)                        |
| ehemaliger Haltepunkt / Haltestelle | 106,01                         | Røste (1937–1970)                                 | Røste (1937–1970)                         |
| Strecke · Betriebsstelle Streckenanfang |                                | Anschluss Nammo AS (zwei Ladegleise)              | Anschluss Nammo AS (zwei Ladegleise)      |
| Abzweig geradeaus und von links · Strecke nach rechts | 105,28                         |                                                   |                                           |
| Abzweig geradeaus und von rechts |                                | Gjøvikbanen von Roa                               | Gjøvikbanen von Roa                       |
| Brücke über Wasserlauf | 102,02                         | Einavatnet (ca. 30 m)                             | Einavatnet (ca. 30 m)                     |
| Bahnhof | 100,89                         | Eina (1901)                                       | 401,8 moh.                                |
| Strecke |                                | nach Gjøvik                                       | nach Gjøvik                               |

Die Bahnstrecke Eina–Fagernes (norwegisch Valdresbanen) ist eine Bahnstrecke zwischen Eina und Fagernes im Fylke Innlandet in Norwegen. Sie zweigt von der Gjøvikbanen ab. Der Streckenabschnitt zwischen Dokka und Fagernes wurde nach einer Entscheidung des norwegischen Parlaments 1989 stillgelegt.

## Geschichte
Bereits im Jahr 1875 wurde darüber gesprochen, eine Eisenbahn in Valdres bauen. Es wurde diskutiert, ob die Bergensbane durch das Tal führen solle. 1894 wurde jedoch beschlossen, dass diese durch das Hallingdal gebaut werden soll. Dies gab den Anstoß für die Errichtung einer privaten Eisenbahn. Drei Alternativen wurden vorgeschlagen: eine Seitenlinie ab Nesbyen, eine weitere Möglichkeit war eine Seitenlinie vom Bahnhof in Hen an der Randsfjordbane. Die dritte Option war eine Seitenlinie von Røykenvik oder Eina an der Gjøvikbane. Beschlossen wurde am Ende, die Bahnstrecke in Eina abzweigen zu lassen. Wichtigster Grund dafür war die große lokale Interesse der Landgemeinden.
Das Parlament beschloss den Bahnbau 1899. Der private Eisenbahnbauer Søren Sørensen wurde um ein Angebot gebeten. Der Staat würde zwei Millionen Kronen beitragen, zusätzlich die Gemeinden und Einzelpersonen 1,8 Millionen Kronen. Insgesamt würde die Linie schätzungsweise 3,8 Millionen Kronen kosten.
Die Strecke zwischen Eina und Dokka wurde 1902 unter dem Namen Landsbanen eröffnet und 1906 als Valdresbanen bis Fagernes erweitert. Am 28. November 1902 wurde die Strecke von Eina bis Dokka eröffnet und am 1. November 1903 erreichte man Tonsåsen. Zu dieser Zeit war das ganze Geld verbraucht. Die Gemeinden deckten die Überschreitungen von 700.000 Kronen ab. Der Abschnitt bis Aurdal wurde am 11. Oktober 1905 eröffnet und schließlich wurde Fagernes am 11. Oktober 1906 erreicht.
Die Gesamtkosten betrugen 4,5 Millionen Kronen, für die damalige Zeit relativ preiswert. Die Strecke verlief sehr kurvenreich und so war die Höchstgeschwindigkeit der Züge ursprünglich nur 40 km/h. Die Schwellen waren aus einfachem, nicht imprägniertem Holz. Sie begannen schnell zu faulen und mussten schon nach wenigen Jahren ausgetauscht werden. Die Schienen waren von relativ guter Qualität, und die Strecke wurde in Normalspur gebaut, obwohl die Schmalspurbahn in dieser Zeit die am häufigsten verwendete Variante in Norwegen war. Dies bedeutete, dass die Strecke mit viel schwererem Rollmaterial als die meisten anderen Nebenstrecken befahren werden konnte.
Die Strecke wurde gut frequentiert und fuhr viele Jahre Gewinn ein. Der Überschuss wurde verwendet, um die Strecke instand zu setzen. Im Jahr 1923 beschloss das Storting eine Verlängerung der Strecke bis Vangsmjøsa, aber diese Erweiterung wurde nie realisiert. Ab 1935 wurde ein Benzin-Triebwagen auf der Strecke eingesetzt, der die Fahrzeit von Eina nach Fagernes auf 2,5 Stunden reduzierte.
Die Bahnstrecke wurde privat betrieben, bis sie 1937 die Norges Statsbaner nach dem Auslaufen der Konzession übernahmen.
In den 1980er-Jahren brach der Verkehr dramatisch ein, einer der Gründe dafür war eine deutliche Verbesserung der Busverbindung zwischen Valdres und Oslo. Der Personenverkehr auf der Strecke wurde deshalb am 1. Januar 1989 eingestellt, während der Güterverkehr auf dem Abschnitt Eina–Dokka bis 1999 fortgesetzt wurde. Die Streckenabschnitte Fagernes–Leira und Leira–Bjørgo wurden 1991 und 2003 abgebaut.

## Heutiger Status
Der heute noch vorhandene Teil der Strecke ist im Eigentum des Staates unter der Verwaltung von Jernbaneverket. Die Strecke ist nicht Teil des staatlichen Netzes und ohne Unterhalt. Eine erneute Betriebseröffnung ist nur nach einem Beschluss des Storting möglich. Die Strecke ist auch 2018 mit dem Hinweis „Die Strecke von Eina nach Dokka ist derzeit gesperrt“ im Verzeichnis von Bane NOR aufgeführt. Eine Stilllegung ist seit 2021 ab Røste geplant.
Nach der Stilllegung übernahm die Nye Valdresbanen zusammen mit der AS Valdesbanen die Aufgabe, die Strecke als Museumseisenbahn zu erhalten und auf ihr Touristensonderzüge zu befördern und die Befahrbarkeit mit Draisinen zu ermöglichen.